# Alan Thompson (piragüista)
Alan Blair Thompson (Gisborne, 14 de junio de 1959) es un deportista neozelandés que compitió en piragüismo en la modalidad de aguas tranquilas.
Participó en tres Juegos Olímpicos de Verano entre los años 1980 y 1988, obteniendo dos medallas de oro en la edición de Los Ángeles 1984. Ganó tres medallas en el Campeonato Mundial de Piragüismo en los años 1982 y 1983.

## Palmarés internacional
| Juegos Olímpicos   | Juegos Olímpicos             | Juegos Olímpicos  | Juegos Olímpicos |
| Año                | Lugar                        | Medalla           | Evento           |
| ------------------ | ---------------------------- | ----------------- | ---------------- |
| 1984               | Los Ángeles (Estados Unidos) | Medalla de oro    | K1 1000 m        |
| 1984               | Los Ángeles (Estados Unidos) | Medalla de oro    | K4 1000 m        |
| Campeonato Mundial |                              |                   |                  |
| Año                | Lugar                        | Medalla           | Evento           |
| 1982               | Belgrado (Yugoslavia)        | Medalla de plata  | K1 1000 m        |
| 1982               | Belgrado (Yugoslavia)        | Medalla de plata  | K2 500 m         |
| 1983               | Tampere (Finlandia)          | Medalla de bronce | K1 1000 m        |